# Emil Teubner
Emil Teubner (* 28. Februar 1877 in Steinbach; † 6. Juli 1958 in Aue) war ein Holzschnitzer und Bildhauer aus dem Erzgebirge.

## Schulbesuch, Arbeit, Familie
Emil Teubner war der Sohn eines Kleinbauern und hatte sieben Geschwister. Bereits als Kind musste er in der kleinen Landwirtschaft des Vaters mithelfen, um genügend Lebensmittel für die große Familie zu erzeugen. In der Grundschule fiel sein Zeichentalent bereits auf, als er statt Rechenaufgaben zu lösen ein Pferdegeschirr auf seine Schiefertafel malte. Sein Vater hatte für die Begabung kein Verständnis und schickte Emil nach Johanngeorgenstadt, wo er zunächst als Grubenjunge und später als Haspelknecht und Lehrhäuer auf dem Schacht Wilder Mann arbeitete. Trotz der harten und häufig bis zu 12 Stunden andauernden Arbeit zeichnete Teubner auch des Öfteren Szenen aus dem Bergbau auf eine Tafel im Zechensaal. Ab 1897 war er als ungelernter Arbeiter in der Holzschleiferei (Kellerschleiferei) im Steinbachtal bei Erlabrunn tätig. Anschließend zog er nach Aue, wo er eine Familie gründete und eine Arbeit in einer Metallwarenfabrik fand. Er war als SPD-Mitglied und Gewerkschaftsfunktionär aktiv. Bei Ausbruch des Ersten Weltkrieges veranlasste ihn die Haltung einiger SPD-Funktionäre zur Abbestellung der Parteizeitung. 1919 trat er der KPD bei.
Emil Teubner bekam zwei Söhne – Hans Teubner und Kurt Teubner. Hans engagierte sich später politisch in der KPD und musste in den 1930er-Jahren in die Emigration gehen. Kurt wurde wie der Vater Maler und Grafiker.

## Entwicklung zum Künstler
Seine künstlerische Laufbahn begann Emil Teubner 1910, als er vor allem aufgrund des Drängens seiner Kinder mit dem Schnitzen begann. Er wollte einen Weihnachtsberg samt eigener Figuren und der nötigen Mechanik herstellen. Dieser erste Weihnachtsberg erlangte später über die Grenzen seiner Heimatstadt hinaus Bekanntheit. 1924 legte er seine Fabrikarbeit schließlich nieder und war fortan als freischaffender Holzschnitzer und Steinbildhauer tätig.
Im Ausland wurden Teubners volkskünstlerische Werke ebenfalls bald bekannt. Eine sowjetische Zeitschrift informierte ihre Leser bereits 1929 über den Arbeiterplastiker Emil Teubner. Er wurde Mitglied des Auer Museumsvereins, der als Vertretung der Kunstschaffenden fungierte. 
In der Zeit des Nationalsozialismus war Teubner Mitglied der Reichskammer der bildenden Künste. 1934 ist seine Teilnahme an der Sächsischen Kunstausstellung in Dresden belegt. Seine Stücke mit einer klug gewählten Themenwahl und die gut gelungenen Darstellungen begeisterten vor allem die Arbeiter. Das war den Nationalsozialisten dann ein Dorn im Auge, sie schlossen ihn aus dem Museumsverein aus, eines seiner Werke wurde requiriert. Emil Teubner blieb jedoch in Aue.
1945 konnten Teubners Werke wieder in der Öffentlichkeit gezeigt werden: Im Logenhaus an der Bahnhofsbrücke, zusammen mit Ernst Hecker, Hans Weiß und den Laienkünstlern Kurt Teubner, Otto und Paul Brandt fand unter dem Motto Befreite Kunst eine erste Ausstellung statt. Teubner konnte nun wieder frei arbeiten und widmete sich auch dem gesellschaftlichen Neuanfang nach dem Zweiten Weltkrieg. Dieser ersten Ausstellung folgten in späteren Jahren noch viele weitere Werkausstellungen wie die aus Anlass der 800-Jahr-Feier der Stadt Aue in der Kunstgalerie Art Alt Aue.

## Ehrungen
Teubner war Ehrenbürger der Stadt Aue. Auf dem Brünlasberg in Aue steht ein Gedenkstein mit seinen Lebensdaten, eine Straße in Aue wurde nach ihm benannt. Zu seinem 70. Geburtstag wurde er durch die Kunstakademie Dresden zum Ehrensenator ernannt. Johanngeorgenstadt ehrte ihn durch das Anbringen einer Gedenktafel am Geburtshaus in Steinbach.

## Werke (Auswahl)
- Ohne Taschentuch (Statuette, Lindenholz, 1929)[3]
- Wismutkumpel (Statuette, Lindenholz, 1948)[4]
- Alte Erzgebirglerin (Porträtbüste, Lindenholz)[5]
- Selbstporträt (Porträtbüste, Granit, 1957)[6]
- Steinbrecher (Lindenholz, 1958)[7]